# RC4

RC4는 로널드 라이베스트가 만든 스트림 암호로, 전송 계층 보안(TLS)이나 WEP 등의 여러 프로토콜에 사용되어 왔다. 하지만 이후 여러 연구를 통해 취약한 것으로 밝혀져 있으며, RC4를 사용한 WEP의 경우 해당 프로토콜의 사용을 권장하지 않는다.
많은 스트림 암호가 비트 단위의 선형 되먹임 시프트 레지스터를 기반으로 하는 것과 달리, RC4는 해당 구조를 갖지 않으며 옥텟 단위를 기반으로 한다. 따라서 비트 단위의 암호보다 소프트웨어적인 실행 속도가 빠르다.

## 역사
RC4는 1987년 RSA 시큐리티의 론 라이베스트가 설계하였다. 알고리즘 이름의 "RC"는 "Ron's Code" 혹은 "Rivest's Cypher"의 약자이다.

## 같이 보기
- 고급 암호화 표준